# Milunka Savić
Milunka Savić (srbsky Милунка Савић; 28. června 1892 Koprivnica – 5. října 1973 Bělehrad) byla srbská bojovnice a válečná hrdinka, která se zúčastnila bojů druhé balkánské a první světové války. Je považována za ženu, která dosáhla největšího množství vojenských vyznamenání v historii.
Do srbské armády vstoupila v roce 1913, kdy během mobilizace v rámci druhé balkánské války zastoupila svého bratra, ostříhala si vlasy a úspěšně se před odvodní komisí vydávala za muže. Posléze se vyznamenala během bojů s Bulhary a byla povýšena na kaprála. Po zranění hrudníku a hospitalizaci však bylo odhaleno její pravé pohlaví. Bylo jí nabídnuto, aby se stala zdravotní sestrou, což odmítla. V bojích první světové války se zúčastnila bitvy na Kolubaře i ústupu srbské armády na Korfu. Poté bojovala na soluňské frontě a při bitvě na řece Crna na podzim roku 1916 sama zajala 23 bulharských vojáků. Během války byla několikrát dekorována vojenskými řády a vyznamenáními a byla povýšena do hodnosti četaře. Po válce byla v roce 1919 demobilizována, načež se přestěhovala do Bělehradu. Za druhé světové války byla deset měsíců držena v koncentračním táboře Banjica. Zemřela v Bělehradě v roce 1973.
V roce 2022, power metalová skupina Sabaton na její počest udělala píseň se jménem Lady Of The Dark.